# Zbrojovka Z 4

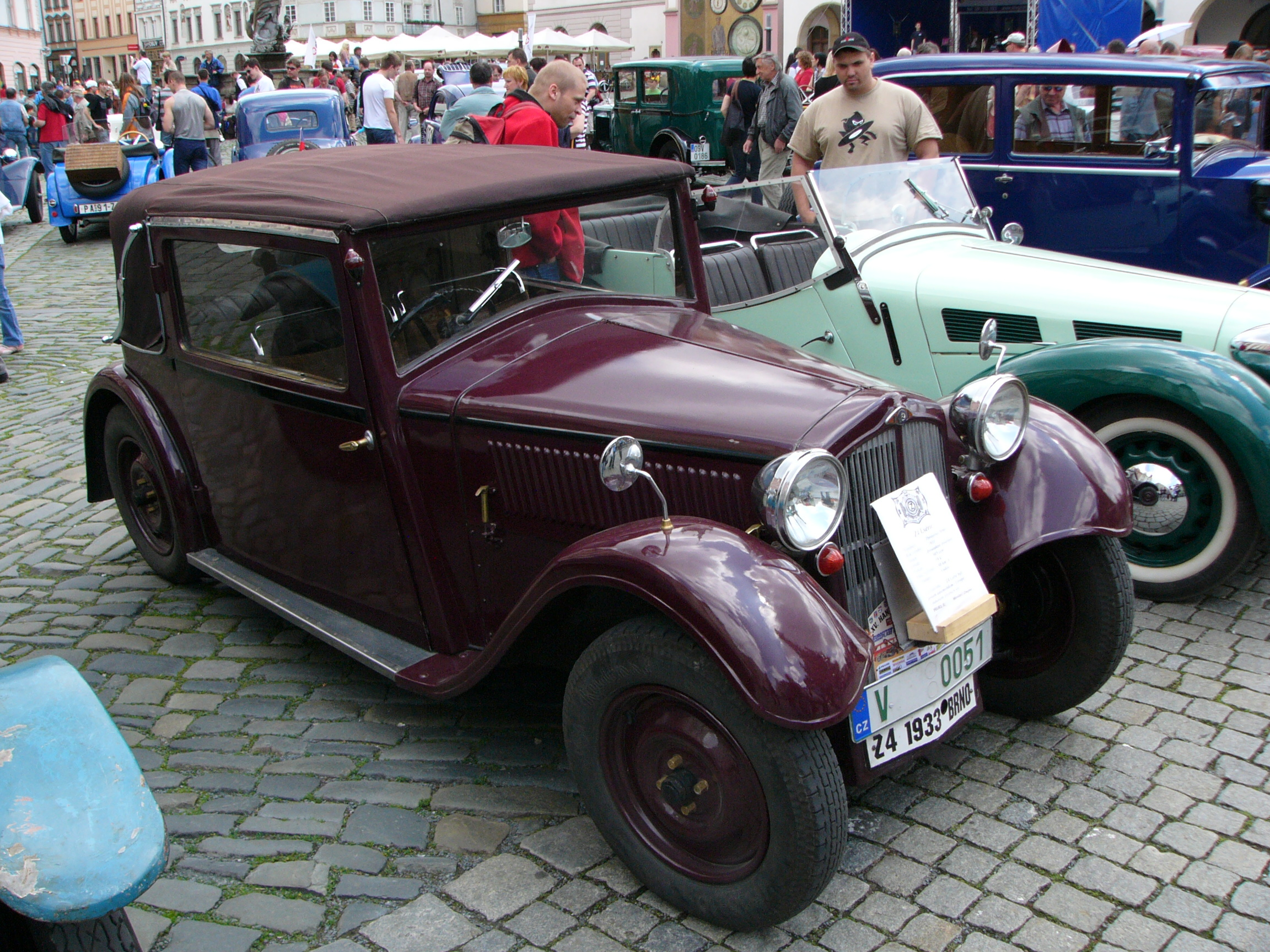
Zbrojovka Brno Z4 І Серії

Zbrojovka Z 4 автомобіль виробництва чехословацької компанії Zbrojovka Brno.

## Історія

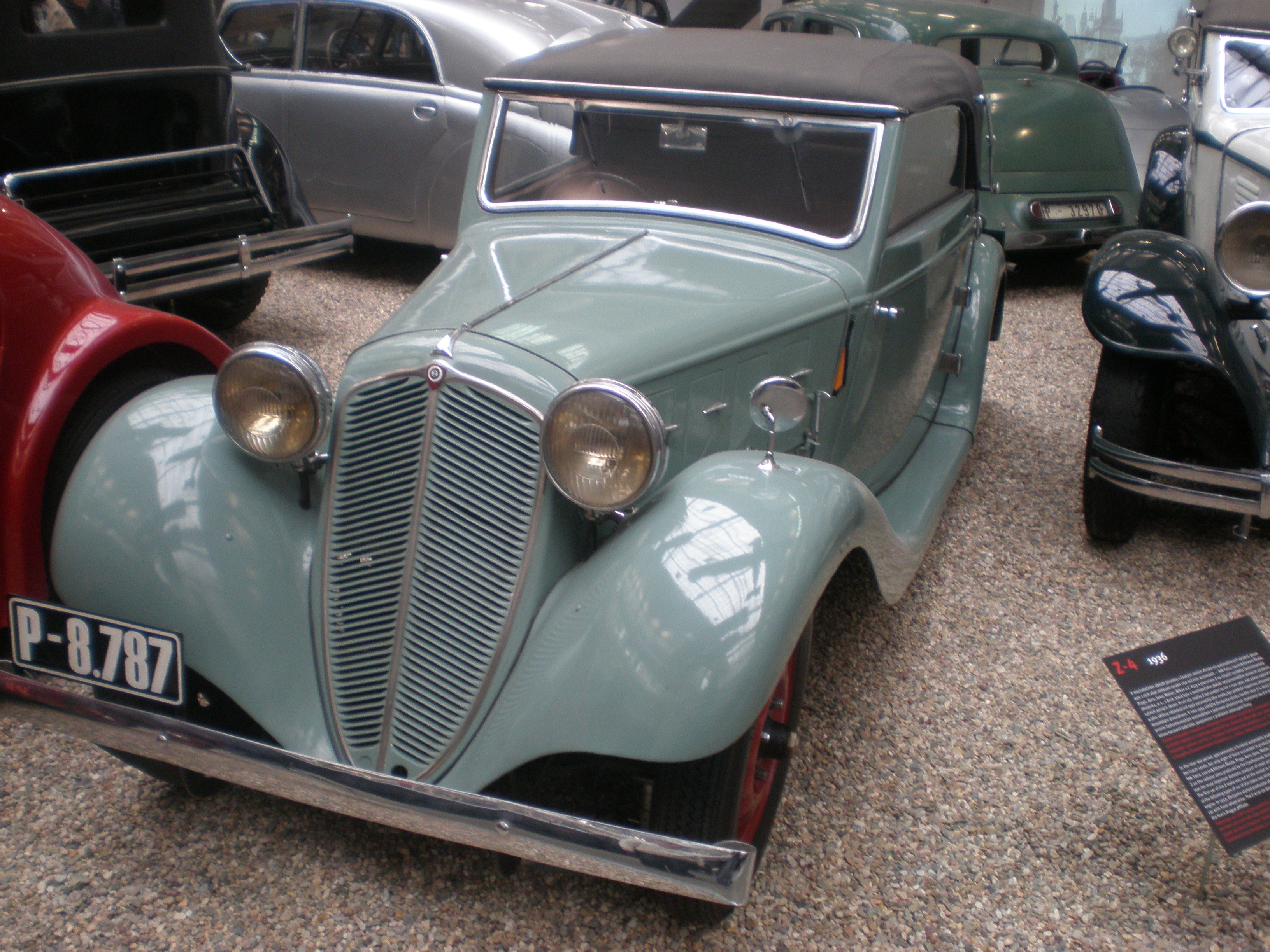
Z-4 ІІІ серія. 1936

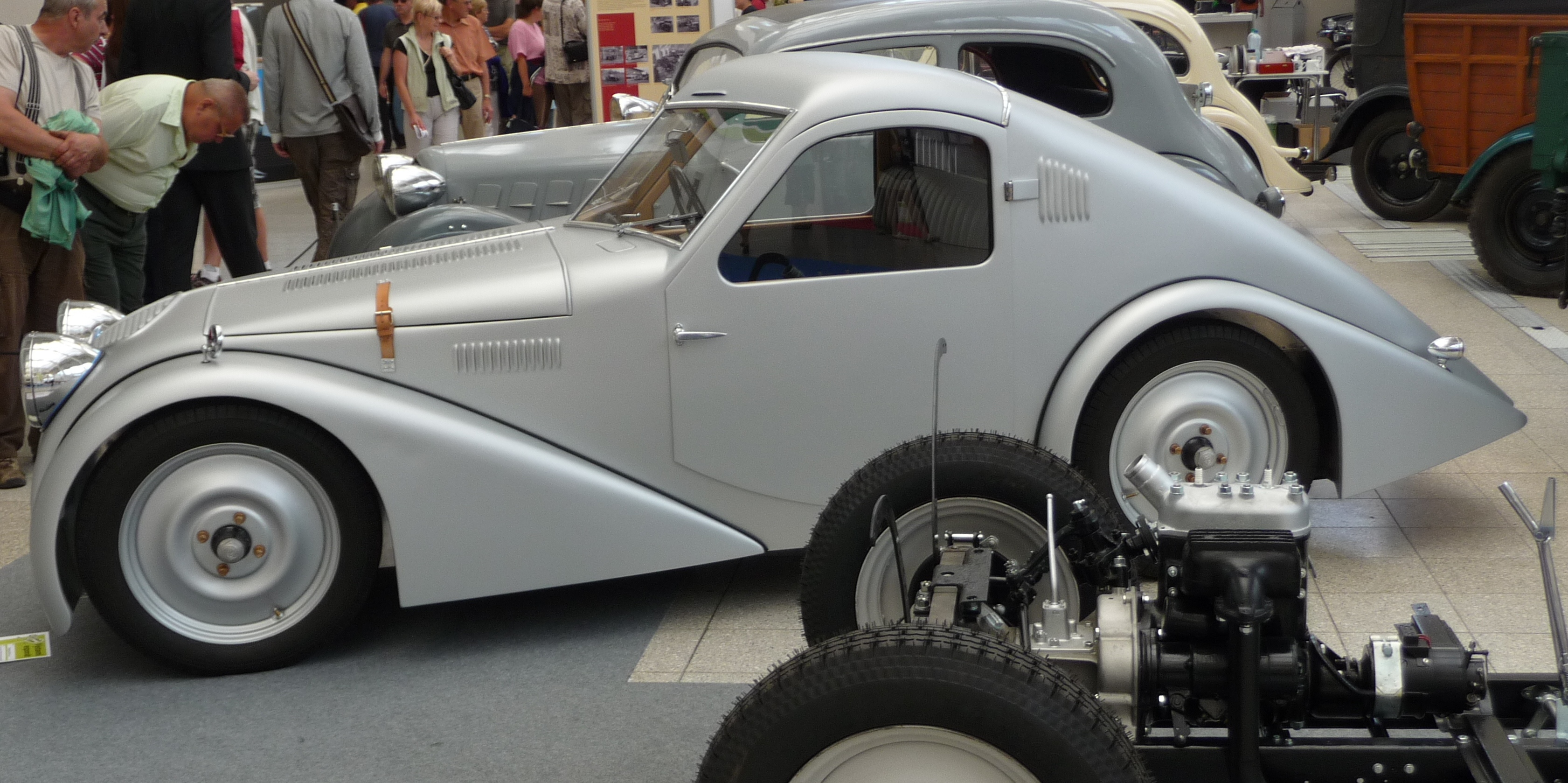
Z 4 з гонки 1000-миль

Головний конструктор компанії Zbrojovka Борживой Одстрчил 1931 запропонував випускати конкурентоспроможне передньопривідне малолітражне авто по аналогії до німецьких DKW F1. Разом з інженером Антоніном Воженілеком вони спроектували модель Z4 до кінця 1932 року. У квітні 1933 компанія Zbrojovka презентувала на Празькому автосалоні недорогу передньопривідну модель Z4 І серії, яка стала з травня 1933 стала продаватись і мали попит у Чехословаччині. До вересня 1933 продали всю серію з 480 авто по 22.000 крон. Гоночна модель з алюмієвим кузовом виграла 1000-мильну гонку поміж Прагою, Брно, Братиславою, розвинувши середню швидкість у 92 км/год.
Модель серії І отримала хребтову раму, двотактний 2-циліндровий мотор з водяним охолодженням об'ємом 980 см³ потужністю 25 к.с.. Мотор розмістили маховиком вперед і коробкою передач спереду. передній привід складався з одинарного карданного шарніра з хрестовиною. Z4 вагою 810 кг розвивала швидкість 100 км/год при споживанні 8л палива на 100 км. Всі колеса мали незалежну підвіску на ресорах з гідравлічними амортизаторами та барабанні гальма. Паливо подавалось самопливом, було центральне змащування вузлів, механічний привід гальм. Дводверний закритий кузов виготовляли з металічних листів, прикріплених гвинтами до дерев'яної рами. Підлога салону складалась з дерев'яних дощок. Запасне колесо кріпилось зовні багажника, доступ до якого йшов з салону після складання заднього сидіння. Модель випускали з різними кузовами, зокрема родстер, кабріолет, кабріолет.
Z4 ІІ серії випускали з червня 1933 по квітень 1934 року у кількості 750 штук. Модель отримала здвоєний карданний шарнір, рейковий кермовий механізм, двигун об'ємом 905 см³ потужністю 19 к.с. та розвивали швидкість 80 км/год.

### Технічні дані Z4 ІІ серія
|                          |                                               |
| Розміри                  | Параметри                                     |
| Роки випуску:            | 1933=1934                                     |
| Колісна база:            | 2600 мм                                       |
| Довжина:                 | 3695 мм                                       |
| Ширина                   | 1350 мм                                       |
| Висота                   | 1480 мм                                       |
| Виготовлено:             | бл. 2000 усіх серій                           |
| Маса порожнього:         | 740 кг                                        |
| Маса завантаженого авто: | 1180 кг                                       |
| Мотор                    | 4-циліндровий рядний, карбюратор Jikov K62217 |
| Потужність мотора:       | 11,2 к.с. при 4000 об/хв                      |
| Об'єм мотора             | 905 cm³, 81,5мм×94мм                          |
| Трансмісія:              | КП 3-ступінчаста механічна                    |
| Швидкість:               | 90 км/год                                     |
| Витрата пального:        | 8 л на 100 км                                 |
| Модель-наступник;        |                                               |

З квітня по листопад 1934 випустили Z4 ІІІ серії з 500 машин. Вони мали голчасті підшипники в колесах, змінену конструкцію кузова.
У серпні 1934 запустили Z4 IV серії з 500 авто із збільшеною на 100 мм колісною базою (2700 мм), мотором об'ємом 1300 см³ та 4-ступінчастою коробкою передач.
У квітні 1935 — жовтні 1936 вийшла Z4 V серії з 450 машин з дещо більшою колісною базою.